# Juan Carlos Ramírez Jaramillo
Juan Carlos Ramírez Jaramillo (1958) es un economista y diplomático colombiano. Fue Director del Departamento Nacional de Planeación (1996-1998) en el Gobierno de Ernesto Samper y embajador de Colombia en Jamaica (1998-2000).Posteriormente, fue funcionario de la Comisión Económica para América Latina y el Caribe (CEPAL) de las Naciones Unidas (2000-2020).

## Biografía

### Formación y carrera académica
Ramírez Jaramillo obtuvo su licenciatura en economía de la Universidad de los Andes en 1980. Hizo una maestría en Economía de Población en la misma universidad. Obtuvo el título de doctor en Economía del Trabajo de la Universidad de la Sorbonne en París. Ramirez fue coordinador académico de la Facultad de Economía de la Universidad de los Andes.

### Funcionario público
Ramirez comenzó su carrera de funcionario público en el Departamento Nacional de Planeación como Jefe de la División de Empleo y Microempresa y después Jefe de la División Social. De allí pasó al Instituto de los Seguros Sociales, y estuvo muy comprometido con la Ley 100 de 1993 que reformó la seguridad social.

### Carrera política
Al inicio del Gobierno de Samper, José Antonio Ocampo fue Director del Departamento Nacional de Planeación y Ramirez Jaramillo subdirector. Cuando Ocampo asumió como Ministro de Hacienda, en 1996, Ramirez Jaramillo le sucedió como Director de Planeación. En 1998 Ramirez fue nombrado embajador de Colombia en Jamaica.

### Funcionario Internacional
Después de que José Antonio Ocampo asumió como Secretario Ejecutivo de la CEPAL (1998), Ramirez Jaramillo fue nombrado Asesor Regional de la misma institución y bajo la dirección de Ocampo coordinó el libro institucional Equidad, desarrollo y ciudadanía. Posteriormente ocupó el cargo de Director del Instituto Latinoamericano y del Caribe de Planificación Económico y Social (ILPES) y Director de la Oficina de la CEPAL en Bogotá.

## Principales publicaciones

### Personales
- Los Andariegos, tesis publicada en la Revista de la Universidad Javeriana
- La siderúrgia, tesis reseñada en el boletín bibliográfico de Banrepública

### Institucionales

#### Departamento Nacional de Planeación
- El Salto Social: Plan de Desarrollo[3]

#### CEPAL
- Economía y territorio[4]
- Escalafón de la competitividad de los departamentos de Colombia[5]
- Amazonía Posible y Sostenible[6]
- Valoración de daños y pérdidas de la ola invernal[7]